# Ранго
«Ра́нго» (англ. Rango) — компьютерный мультфильм Гора Вербински, российская премьера которого состоялась 17 марта 2011 года. Обладатель премии «Оскар» в номинации «Лучший анимационный полнометражный фильм».

## Сюжет
Безымянный хамелеон, живущий в террариуме в окружении дешёвеньких игрушек, со скуки изображает из себя актёра и мечтает о поклонниках и настоящих приключениях. Во время переезда его хозяев террариум вылетает на проезжую часть около пустыни Мохаве и разбивается, а хамелеон чудом остаётся цел. Оправившись от падения, он знакомится с броненосцем, который собирается перейти на другую сторону дороги и говорит, что однажды они там встретятся. Броненосец отправляет хамелеона в город Сушь, населённый животными, и путь туда лежит через пустыню. По дороге хамелеон чуть не становится добычей ястреба и, чтобы переждать ночь, прячется в водосточной трубе. Утром его выталкивает вода, и хамелеон знакомится с игуаной Бобиттой, обеспокоенной тем, что кто-то сливает воду в пустыню. Бобитта довозит хамелеона до Суши, где тот, используя всё своё актёрское мастерство и попутно придумывая себе имя Ранго, преподносит себя как странника, способного выпутаться из любой передряги. Этим вымыслом он оказывает впечатление на простодушных местных жителей. Внезапно в салун входит местный бандит, и Ранго ненароком его задирает. Бандит готов стреляться, но появившийся ястреб заставляет всех убежать в безопасные места. Ранго же не успевает спрятаться, и ему приходится бегать от ястреба по городу, пока крылатый хищник не погибает под водонапорной башней, которую Ранго непреднамеренно рушит одним выстрелом из револьвера. Новоиспечённого «героя» приводят к мэру, который, несмотря на катастрофическую нехватку воды, живёт довольно роскошно и владеет определёнными водными запасами. Мэр убеждает Ранго, что городу нужен кто-то, в кого жители могут поверить, и назначает его шерифом. Однако мэр состоит в довольно неплохих отношениях с той бандой, чей главарь только что стрелялся с Ранго, и все они прекрасно понимают, что у Ранго как у нового шерифа шансы выжить крайне малы.
В день, когда из водопровода по обыкновению приходит вода, из крана вместо воды капает лишь грязь. Как выясняется, в банке воды тоже почти ничего не осталось. Ранго убеждает горожан экономить оставшуюся воду, но в этот же вечер по глупости выписывает старательскую лицензию кроту Бальтазару, и наутро выясняется, что остатки воды бесследно исчезли. По совету мэра Ранго собирает отряд, куда, помимо прочих, входят Бобитта и ворон-«индеец» Раненая Птица. Отряд пробирается под землёй вдоль водопровода и, выбравшись на поверхность, находит тело владельца ограбленного банка. При этом обнаруживается нечто странное: владелец банка погиб, захлебнувшись. Затем отряд добирается до земель, где обитают луговые собачки и кроты. Трое из них только что привезли сюда бутыль из банка. Ранго приходит к выводу, что именно они совершили ограбление и убийство. Завязываются потасовка и погоня, но неожиданно выясняется, что бутыль пуста. Обескураженный крот Бальтазар и двое его сыновей добровольно сдаются. Вернувшись в Сушь, подавленный Ранго вспоминает слова мэра: «Тот, кто управляет водой, управляет миром» и догадывается, что именно мэр стоит во главе какого-то заговора. Он высказывает мэру своё недовольство по поводу его далеко идущих планов, для осуществления которых мэру остаётся выкупить из всех местных ранчо лишь ранчо Бобитты. К тому же, неподалёку от города явно идёт какая-то стройка на месте уже выкупленной мэром земли. Мэру не нравится вмешательство Ранго, и он приказывает вызвать Гремучку Джейка — змея с хвостом-пулемётом, самого страшного бандита в их краях.
В это время возмущённые горожане хотят повесить Бальтазара и его сыновей, не найдя иных козлов отпущения. Ранго, зная, кто на самом деле украл воду, призывает обитателей Суши к благоразумию, но в этот момент прибывает Гремучка Джейк. Он убедительно доказывает горожанам, что Ранго не тот, за кого себя выдаёт, и что он никогда не был героем. Опозоренный Ранго уходит из города и возвращается на обочину шоссе — место, с которого он начал свой путь. Не обращая внимания на поток машин, он переходит на другую сторону и встречает Клинта Иствуда, принятого им за Духа Дикого Запада. Дух говорит, что от судьбы не убежишь, после чего уезжает. К Ранго подходит знакомый броненосец и рассказывает, что раньше пустыня была заполнена водой. Чуть пройдя вперёд, Ранго видит Лас-Вегас и понимает, что мэр строит свой собственный мегаполис только для избранных им животных. В это время растущие рядом «бродячие кактусы» начинают движение и поднимаются на возвышенность. Хамелеон и броненосец следуют за ними и находят плотно закрытый водопроводный вентиль.
У Ранго созревает план, и он отправляется в ущелье кротов, которых просит помочь ему победить мэра и Джейка. В городе Ранго вызывает Джейка на дуэль, стремясь заманить его на то место, где прорыт тоннель под землёй. Раненная Птица пытается помочь Ранго, и Джейк отвлекается на него, из-за чего он становится на яму-ловушку. По команде броненосца бродячие кактусы открывают вентиль, и Сушь заливают обильные струи воды. Они подбрасывают Джейка в воздух, вызывают восторг у горожан и освобождают Бальтазара с сыновьями из тюрьмы. Тогда же появляется ястреб — единственный, кого боится Джейк. Джейк почти сразу понимает, что это обман. «Ястреба» имитируют летучие мыши, которыми управляют другие кроты. В ярости Джейк открывает огонь по ним и тратит все свои патроны. Ранго направляет на Джейка револьвер, однако мэр заставляет его сдаться, угрожая жизни Бобитты. Ранго и Бобитту связывают и бросают в хранилище, постепенно заполняющееся водой. Джейк доволен победой, но мэру не нужны подобные союзники: он хочет открыть свой бизнес, а бандитам в нём не место. Мэр снова наводит на змея тот самый револьвер, и оказывается, что единственная пуля находится у Ранго. С помощью этой пули он разрушает стекло хранилища и освобождает себя и Бобитту. Вода выталкивает их двоих, Джейка и мэра с сообщниками на улицу. Джейк признаёт в Ранго достойного соперника и, схватив умоляющего о пощаде мэра, уходит из города, чтобы отомстить предателю.
Вода вновь появляется в этих местах в неограниченном количестве. Сушь переименовывают в Грязь, угроза засухи исчезает навсегда. Ранго остаётся шерифом и теперь по-настоящему заслуживает всеобщее уважение.

## Роли озвучивали
| Персонаж          | Озвучка (оригинал) | Русский дубляж              |
| ----------------- | ------------------ | --------------------------- |
| Ранго             | Джонни Депп        | Александр Гаврилин          |
| Ларс              | Джонни Депп        | Александр Гаврилин          |
| Бобитта           | Айла Фишер         | Мария Иващенко              |
| Присцилла         | Эбигейл Бреслин    | Нюша                        |
| Мэр               | Нед Битти          | Борис Клюев                 |
| Броненосец        | Альфред Молина     | Андрей Ярославцев           |
| Гремучка Джейк    | Билл Найи          | Иван Охлобыстин             |
| Док               | Стивен Рут         | Константин Карасик          |
| Мерримак          | Стивен Рут         | Диомид Виноградов           |
| Бальтазар         | Гарри Дин Стэнтон  | Никита Семёнов-Прозоровский |
| дух Дикого Запада | Тимоти Олифант     | Василий Дахненко            |
| плохой Билл       | Рэй Уинстон        | Алексей Колган              |
| раненая птица     | Гил Бирмингем      | Владимир Антоник            |
| рогатая жаба      | Джеймс Уорд Биркит | Дмитрий Полонский           |

## Видеоигры
1 марта 2011 года компания Paramount Digital Entertainment — подразделение Paramount Pictures, специализирующееся на производстве и распространении фильмов и компьютерных игр цифровым способом — выпустила созданную по мотивам мультфильма одноимённую игру, разработанную студией Behaviour Interactive для платформ PlayStation 3, Wii, Xbox 360 и Nintendo DS. Все версии игры были изданы компаниями Paramount Digital Entertainment и Electronic Arts. Игра получила рейтинг E10+ по системе ESRB.

### Онлайн-игра
4 марта 2011 года, в день выхода «Ранго» в прокат, студия Funtactix, специализирующаяся на разработке онлайн-игр, запустила браузерную игру Rango: The World, основанную на вселенной фильма.